# Soslan Tydžyty
Soslan Tydžyty (Tigijev) (* 12. října 1983) je bývalý ruský zápasník–volnostylař osetské národnosti, který od roku 2005 reprezentoval Uzbekistán.

## Sportovní kariéra
Zápasení se věnoval od 9 let společně s bratry Tajmurazem a svým dvojčetem Batradzem. Od svých 14 let se připravoval na střední sportovní škole ve Vladikavkazu pod vedením Jurije Kišijeva. Později ho vedl významný osetský trenér Kazbek Dedegkajev, který ho v roce 2005 doporučil jako talentovaného sportovce představitelům uzbeckého sportu. V roce 2008 se prvním místem na 1. světové olympijské kvalifikaci v Martigny kvalifikoval ve váze do 74 kg na olympijské hry v Pekingu. Do Pekingu přijel výborně připraven, ale jak se později v roce 2016 ukázalo tak si v přípravě na olympijský turnaj pomáhal nedovolenými látkami. Nové metody analýzy ukázaly v jeho vzorku stopy po užívaní anabolických steroidů. Konkrétně šlo o látku dehydrochlormethyltestosterone, která se do těla dostává tabletami Turinabol.
V září 2009 měl údajně dopravní nehodu, při které si poranil krční páteř a přišel o mistrovství světa v Herningu. Od roku 2010 startoval ve vyšší váze do 84 kg, ve které se v reprezentaci neprosazoval proti osetskému krajanu Zaurbeku Sochijevovi. V roce 2012 se však překvapivě objevil ve váze do 74 kg v uzbecké olympijské nominaci na olympijské hry v Londýně. Uzbeckou jedničkou byl v té době Dagestánec Rašid Kurbanov, který získal pro Uzbekistán účastnickou kvótu. V Londýně získal původně bronzovou olympijskou medaili, o kterou však záhy přišel za pozitivní dopingový test na látku stimulující snižování tělesné hmotnosti (diuretikum) methylhexaneamin. Po dvouletém zákazu startu se na žíněnku vrátil v roce 2015, ale v olympijském roce 2016 ho dohnal druhý prohřešek z roku 2008.

## Výsledky
| Turnaj            | 2005 | 2006 | 2007 | 2008 | 2009 | 2010 | 2011 | 2012 |
| Turnaj            | 22   | 23   | 24   | 25   | 26   | 27   | 28   | 29   |
| Turnaj            | -74  | -74  | -74  | -74  | -74  | -84  | -84  | -74  |
| ----------------- | ---- | ---- | ---- | ---- | ---- | ---- | ---- | ---- |
| Olympijské hry    |      |      |      | 2.   |      |      |      | 3.   |
| Mistrovství světa | 8.   | 3.   | úč.  |      | —    | —    | —    |      |
| Asijské hry       |      | 3.   |      |      |      | —    |      |      |
| Mistrovství Asie  | 2.   | —    | —    | —    | —    | —    | —    | —    |